# Betty White
Betty Marion White Ludden (ur. 17 stycznia 1922 w Oak Park, zm. 31 grudnia 2021 w Los Angeles) – amerykańska aktorka.

## Życiorys
Betty White była jedynym dzieckiem Christine Tess (z domu Cachikis; 1899–1985), gospodyni domowej i Horace’a Logana White’a (1899–1963), dyrektora firmy oświetleniowej. Rodzinę aktorki stanowiła wielokulturowa mieszanina migrantów do Illinois. Dziadek Betty ze strony ojca, Christen Hans White (później Christopher White; 1865–1941), był Duńczykiem, a dziadek ze strony matki, Nikolaos Kachikis (Nicholas Cachikis; 1877–1943) – Grekiem. Obie babki aktorki, Etta White (z domu Lundy; 1863–1939) i Margaret Curtis-Cachikis (z domu Hobbs; 1877–1960), były Kanadyjkami z Ontario. Dalsi przodkowie Betty White byli też Anglikami i Walijczykami.
W czasie wielkiego kryzysu rodzina White przeniosła się do Los Angeles, gdzie młoda artystka zdobyła wykształcenie w Beverly Hills High School, a także rozpoczęła karierę w branży rozrywkowej – najpierw w radiu, później w telewizji. Debiut Betty White na szklanym ekranie miał miejsce w 1939 roku, gdy wraz ze szkolną koleżanką zaśpiewały arie z Wesołej wdówki w eksperymentalnym programie telewizyjnym (sama telewizja była wówczas w fazie rozwoju). Aktorka pracowała również jako modelka, a na scenie teatralnej zadebiutowała w Bliss Hayden Little Theatre.
Najbardziej znana była z roli Rosy Nylund w sitcomie Złotka (1985–1992) jako Rose Martin Lindstrom Nylund. Wystąpiła w 115 produkcjach. Pięciokrotnie otrzymywała nagrodę Emmy.

## Życie prywatne

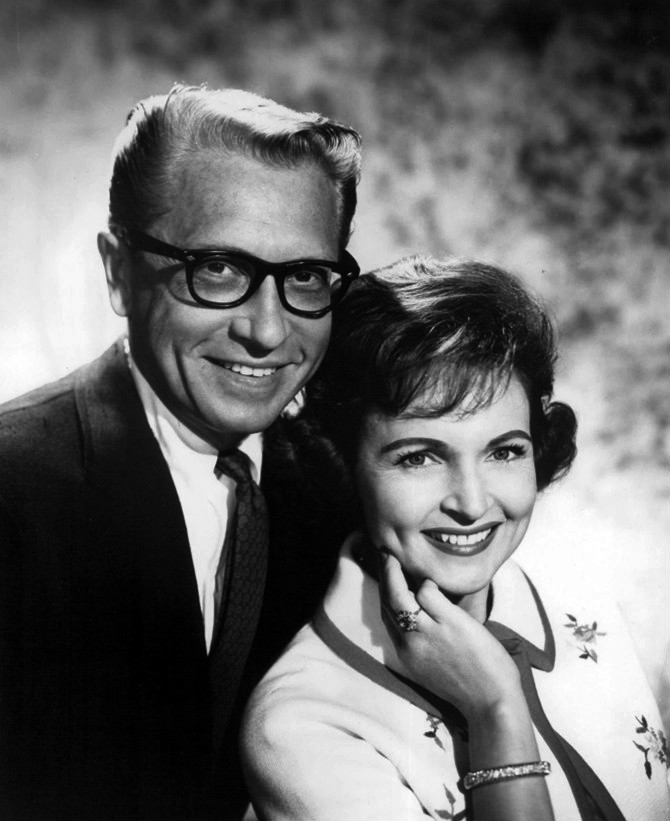
Zdjęcie Allena Luddena i żony Betty White, którzy występowali w przedstawieniu w Ogunquit w stanie Maine.

Była trzykrotnie zamężna. 7 lipca 1945 poślubiła Fredericka Richarda „Dicka” Barkera, z którym się rozwiodła 18 grudnia 1945. 8 listopada 1947 wyszła za mąż za Lane’a Allana. 17 lipca 1949 doszło do rozwodu. 14 czerwca 1963 poślubiła Allena Luddena, który zmarł w 1981. Miała pasierbów. Przyznawała, że nie zdecydowała się na posiadanie własnych dzieci, bo postanowiła poświęcić się karierze zawodowej.

## Filmografia

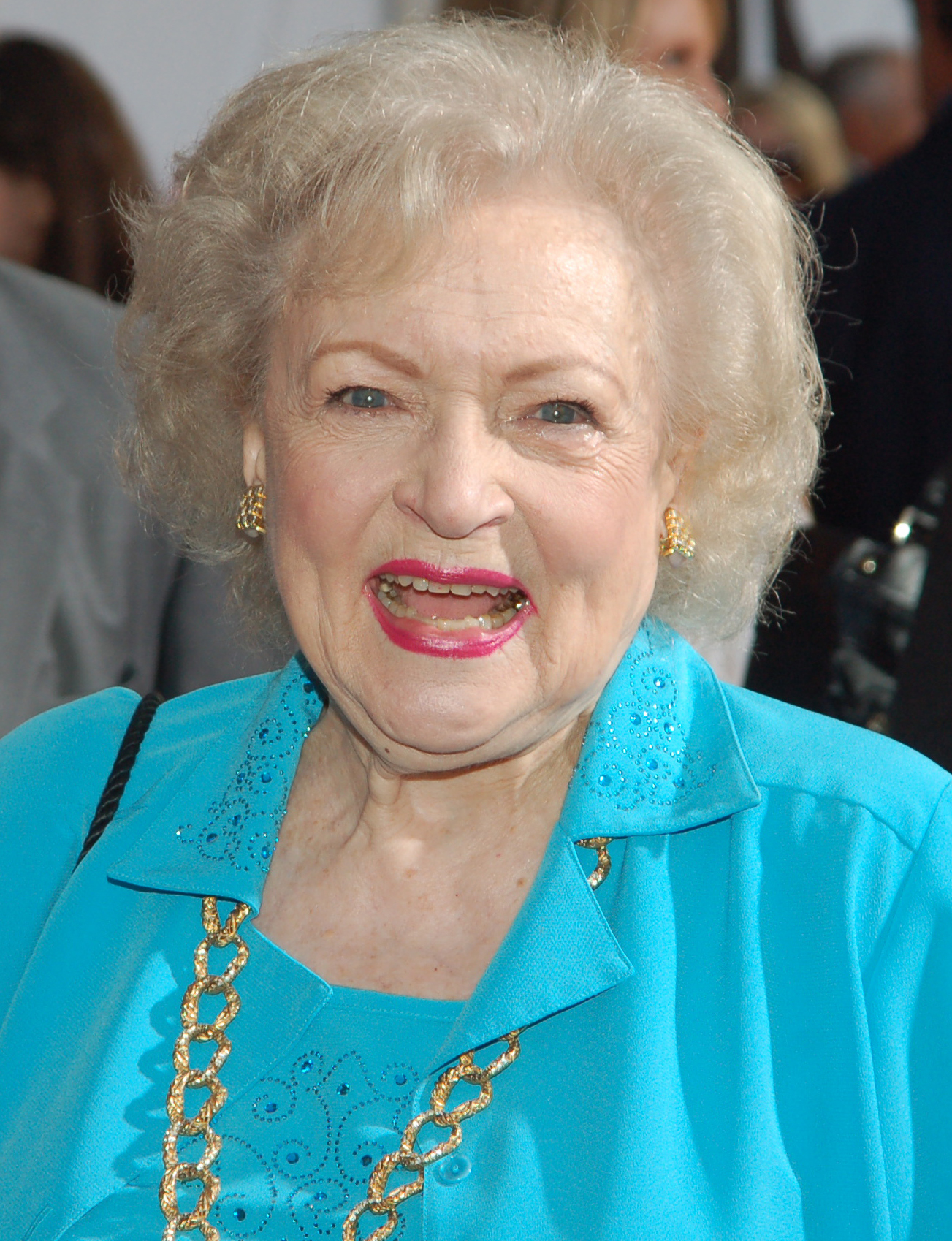
Betty White w czerwcu 2009

### Filmy
- 1945: Time to Kill (film krótkometrażowy) jako dziewczyna Loua
- 1951: Dzika kobieta (The Daring Miss Jones)
- 1962: Burza nad Waszyngtonem (Advise & Consent) jako Bessie Adams, senator (Kansas)
- 1982: Eunice (TV) jako Ellen
- 1991: Życiowa szansa (Chance of a Lifetime, TV) jako Evelyn Eglin
- 1996: Historia Świętego Mikołaja (The Story of Santa Claus, TV) jako Gretchen Claus (głos)
- 1996: Wiejskie wakacje w krzywym zwierciadle (A Weekend in the Country, TV) jako Martha
- 1998: Dennis znów rozrabia (Dennis the Menace Strikes Again!) jako Martha Wilson
- 1998: Cudotwórca (Holy Man) w roli samej siebie
- 1998: Powódź (Hard Rain) jako Doreen Sears
- 1999: Aligator – Lake Placid (Lake Placid) jako pani Delores Bickerman
- 1999: Tylko miłość (The Story of Us) jako Lillian Jordan
- 2000: Słoniątko (Whispers: An Elephant’s Tale) jako Okrągły (głos)
- 2000: Tom Sawyer jako ciotka Polly (głos)
- 2001: Pilot i załoga (The Retrievers, TV) jako pani Krisper
- 2001: Dzika rodzinka (The Wild Thornberrys: The Origin of Donnie, TV) jako babcia Sophie (głos)
- 2003: Wszystko się wali (Bringing Down the House) jako pani Kline
- 2003: Stealing Christmas (TV) jako Emily Sutton
- 2003: Powrót do jaskini Batmana – przypadki Adama i Burta (Return to the Batcave: The Misadventures of Adam and Burt) jako kobieta w oknie
- 2005: Trzecie życzenie (The Third Wish) jako Lettie
- 2005: U kresu drogi (Annie’s Point, TV) jako Annie Eason
- 2008: Ponyo jako Yoshie (głos)
- 2009: Narzeczony mimo woli (The Proposal) jako babcia Annie
- 2009: Miłość i taniec (Love N' Dancing) jako Irene
- 2010: To znowu ty (You Again) jako babcia Bunny
- 2011: Zaginiona walentynka (The Lost Valentine, TV) jako Caroline Thomas
- 2012: Lorax (The Lorax) jako babcia Norma (głos)
- 2019: Toy Story 4 jako Bitey White (głos)
- 2019: Urwis (Trouble) jako pani Sarah Vanderwhoozie (głos)

### Seriale
- 1952–1955: Life with Elizabeth jako Elizabeth
- 1956: The Millionaire jako Virginia Lennart
- 1969: Petticoat Junction jako Adelle Colby
- 1971: Vanished w roli samej siebie
- 1972: O’Hara, U.S. Treasury w roli samej siebie
- 1973–1977: Mary Tyler Moore jako Sue Ann Nivens
- 1975: Lucas Tanner jako Lydia Merrick
- 1975: The Carol Burnett Show
- 1975: Ellery Queen jako Louise Demery
- 1976–1977: The Sonny & Cher Comedy Hour jako Joyce Whitman
- 1977–1978: The Betty White Show jako Joyce Whitman
- 1979: The Gossip Columnist w roli samej siebie
- 1980: Statek miłości (The Love Boat) jako Louise Willis
- 1981–1985: Statek miłości (The Love Boat) jako Betsy Boucher
- 1983: Sława (Fame) jako Catherine
- 1983–1986: Mama’s Family jako Ellen Jackson
- 1984: Hotel jako Wilma Klein
- 1985: Who’s the Boss? jako Bobby Barnes
- 1985: St. Elsewhere jako kapitan Gloria Neal
- 1985–1992: Złotka jako Rose Martin Lindstrom Nylund
- 1987: Matlock w roli samej siebie
- 1988: Santa Barbara jako kelnerka / pani w teatrze
- 1988: Inny świat (Another World) jako Brenda Barlowe
- 1988: Dni naszego życia (Days of Our Lives) w roli samej siebie
- 1989–1992: Empty Nest jako Rose Nylund
- 1991: Nurses jako Rose Lindstrom Nylund
- 1992–1993: The Golden Palace jako Rose Lindstrom Nylund
- 1993: Bob jako Sylvia Schmidt
- 1994: Diagnoza morderstwo (Diagnosis Murder) jako Dora Sloan
- 1995: Naga prawda (The Naked Truth) w roli samej siebie
- 1995–1996: Maybe This Time jako Shirley Wallace
- 1996: A teraz Susan (Suddenly Susan) jako Midge Haber
- 1998: Rodzina Lwie Serce (The Lionhearts) jako Dorothy (głos)
- 1998: Lekarze z Los Angeles (L.A. Doctors) jako pani Brooks
- 1999: Ally McBeal jako dr Shirley Flott
- 1999: Herkules jako Hestia (głos)
- 1999–2001: Wesoły babiniec/Zalotnik w akcji (Ladies Man) jako Mitzi Stiles
- 2000: Simpsonowie (The Simpsons) w roli samej siebie (głos)
- 2000: Dzika rodzinka (The Wild Thornberrys) jako Sophie Hunter / babcia Sophie
- 2000: The 70s: The Decade That Changed Television jako prezenterka
- 2001: The Ellen Show jako Connie Gibson
- 2002: Powrót do Providence (Providence) jako Julianna
- 2002: Tak, kochanie (Yes, Dear) jako Sylvia
- 2002: Różowe lata siedemdziesiąte (That ’70s Show) jako Bea
- 2003: Mroczne przygody Billy’ego i Mandy (The Grim Adventures of Billy & Mandy) jako pani Doolin (głos)
- 2003: Randka z gwiazdą (I’m with Her) w roli samej siebie
- 2003–2004: Everwood jako Carol Roberts
- 2004: Kancelaria adwokacka (The Practice) jako Catherine Piper
- 2004: Zwariowany świat Malcolma (Malcolm in the Middle) jako Sylvia
- 2004: On, ona i dzieciaki (My Wife and Kids) jako June Hopkins
- 2004–2005: Świat według Dzikich (Complete Savages) jako pani Riley
- 2005: Joey jako Margaret Bly
- 2005–2008: Orły z Bostonu (Boston Legal) jako Catherine Piper
- 2006: Głowa rodziny (Family Guy) w roli samej siebie (głos)
- 2006: Na imię mi Earl (My name is Earl) jako pani May Rose Weezmer
- 2006–2009, 2020: Moda na sukces jako Ann Douglas, matka Stephanie Forrester
- 2007: Opowieści z Kręciołkowa (Higglytown Heroes) jako babcia (głos)
- 2007: Brzydula Betty (Ugly Betty) w roli samej siebie
- 2007: Simpsonowie (The Simpsons) w roli samej siebie (głos)
- 2009: Pępek świata (The Middle) jako pani Nethercott
- 2009: Rockefeller Plaza 30 (30 Rock) w roli samej siebie
- 2010: Community jako profesor June Bauer
- 2010–2013: Pound Puppies: Psia paczka (Pound Puppies) jako Agatha McLeish (głos)
- 2010–2015: Rozpalić Cleveland (Hot in Cleveland) jako Elka Ostrovsky
- 2011–2013: Pound Puppies: Psia paczka (Pound Puppies) jako Agatha McLeish (głos)
- 2012: Lista klientów jako Ruth Hudson
- 2012–2017: Stare dranie z Ameryki (Betty White’s Off Their Rockers) w roli samej siebie
- 2013: Save Me jako Bóg
- 2013: Myszka Miki (Mickey Mouse) jako Aadvark Lady (głos)
- 2014: The Soul Man jako Elka
- 2014: WWE Raw jako Betty
- 2015: Saturday Night Live jako
- 2015: Kości (Bones) jako dr Beth Mayer
- 2016: SpongeBob Kanciastoporty jako Beatrice (głos)
- 2016: Crowded jako Sandy
- 2017: Young & Hungry jako pani  Bernice Wilson